# Gamaran (manga)
Gamaran (我間乱?  romazinado como GAMARAN) es una serie de manga de género shōnen, escrito e ilustrado en el 2009 por Yousuke Nakamaru. La obra narra las crónicas de Gama Kurogane durante el Torneo de Unabara, en el que se enfrenta a una serie de enemigos con armas y técnicas poderosas.
Gamaran ha sido producida como serie por Weekly Shonen Magazine desde mayo de 2009, con 21 volúmenes tankōbon completos hasta agosto del 2013.